# Obelisco (Milano)
L'Obelisco è un monumento del XVII secolo posto oggi all'incrocio tra via Marina e via Boschetti a Milano.

## Storia e descrizione
L'obelisco, posto sopra quattro sfere in ottone, era in origine parte di una colonna votiva, consacrata l'11 giugno 1607 dal cardinale Federico Borromeo; la colonna, indicata come croce di San Glicerio o croce del Bottonuto, era posta all'attuale incrocio di via Pantano e via Larga.
Dopo la soppressione delle Compagnie della Croce nel 1784, venne stabilita l'eliminazione di molte colonne votive presenti nelle strade di Milano. Con la formazione dei Boschetti, che erano parte dei nuovi giardini pubblici, l'obelisco fu trasferito nella posizione attuale tra via Marina e Via Boschetti; per la data del trasferimento dell'obelisco si hanno date contrastanti tra 1787 e 1792.
(Annotazioni di Gio. Angelo Morelli)
L'obelisco venne posto su un nuovo basamento più basso disegnato da Giuseppe Piermarini, con ornamenti in bronzo ora non più presenti; il crocefisso sulla sommità fu sostituito da una stella.